# Polnische Badmintonmeisterschaft 2005
Die Polnische Badmintonmeisterschaft 2005 fand vom 4. bis zum 6. Februar 2005 in Kraków statt. Ausrichter war der AZS Kraków. Es war die 41. Austragung der Titelkämpfe.

## Medaillengewinner
| Disziplin    | Gold                                                               | Silber                                                         | Bronze |
| ------------ | ------------------------------------------------------------------ | -------------------------------------------------------------- | --- |
| Herreneinzel | Przemysław Wacha (Technik Głubczyce)                               | Rafał Hawel                                                    | Dariusz Zięba (SKB Suwałki) Jacek Hankiewicz (SKB Suwałki)                                                                                      |
| Dameneinzel  | Kamila Augustyn (Piast-B Słupsk)                                   | Nadieżda Kostiuczyk (SKB Suwałki)                              | Magdalena Jaworek (Piast-B Słupsk) Małgorzata Kurdelska (AZS UW Warszawa)                                                                       |
| Herrendoppel | Michał Łogosz (SKB Suwałki) Robert Mateusiak (SKB Suwałki)         | Jacek Hankiewicz (SKB Suwałki) Damian Pławecki (AZS Kraków)    | Wojciech Poszelężny (Technik Głubczyce) Przemysław Wacha (Technik Głubczyce) Michał Mirowski (Piast-B Słupsk) Jan Rudziński (Masovia Płock)     |
| Damendoppel  | Kamila Augustyn (Piast-B Słupsk) Nadieżda Kostiuczyk (SKB Suwałki) | Barbara Kulanty (SKB Suwałki) Joanna Szleszyńska (SKB Suwałki) | Monika Bieńkowska (Masovia Płock) Dorota Grzejdak (Masovia Płock) Angelika Węgrzyn (Technik Głubczyce) Agnieszka Wojtkowska (Technik Głubczyce) |
| Mixed        | Robert Mateusiak (SKB Suwałki) Barbara Kulanty (SKB Suwałki)       | Michał Łogosz (SKB Suwałki) Joanna Szleszyńska (SKB Suwałki)   | Damian Pławecki (AZS Kraków) Monika Bieńkowska (Masovia Płock) Michał Mirowski (Piast-B Słupsk) Agnieszka Jaskuła (Piast-B Słupsk)              |

## Finalergebnisse
| Disziplin    | Sieger                              | Finalist                           | Ergebnis        |
| ------------ | ----------------------------------- | ---------------------------------- | --------------- |
| Herreneinzel | Przemysław Wacha                    | Rafał Hawel                        | 15:11 15:3      |
| Dameneinzel  | Kamila Augustyn                     | Nadieżda Kostiuczyk                | 9:11 13:10 11:3 |
| Herrendoppel | Michał Łogosz Robert Mateusiak      | Jacek Hankiewicz Damian Pławecki   | 15:7 15:4       |
| Damendoppel  | Kamila Augustyn Nadieżda Kostiuczyk | Barbara Kulanty Joanna Szleszyńska | 15:1 15:4       |
| Mixed        | Robert Mateusiak Barbara Kulanty    | Michał Łogosz Joanna Szleszyńska   | 15:2 15:3       |